# Hebius
Hebius ist eine Schlangen-Gattung aus der Familie der Wassernattern. Einige Arten der Gattung werden im Deutschen als Gebirgswassernattern bezeichnet.

## Etymologie
Der Gattungsname leitet sich sehr wahrscheinlich vom japanischen Wort 蛇 hebi für Schlange ab. Das grammatische Geschlecht des Gattungsnamens ist maskulin. Die Gattung Hebius wurde 1913 von Joseph Cheesman Thompson (1874–1943), einem US-amerikanischen Zoologen, erstbeschrieben.

## Merkmale und Lebensweise
Die Schlangen der Gattung sind klein bis mittelgroß mit einer Gesamtlänge von lediglich etwa bis zu 1 m. Die Beschuppung der Gattung ist auf dem Rücken gekielt. Die Oberkieferzähne bilden eine kontinuierliche Reihe, die nach hinten größer wird bis zu den letzten beiden Zähnen, die etwas abrupt größer ausfallen. Der Hemipenis ist einfach ausgebildet. Die Farbmuster sind typischerweise dorsolateral angeordnet und bestehen aus einer Reihe dunkler Punkte.
Die Wassernattern gelten allgemein als ungiftig, sie sind ovipar und leben semi-aquatisch.

## Verbreitungsgebiet und Gefährdung
Die Gattung ist in Asien verbreitet. Die Nordgrenze des Verbreitungsgebiets stellt der Fluss Amur im Südosten Russlands dar. Die IUCN ordnet die Arten Hebius concelarum und Hebius metusium als stark gefährdet (Endangered) ein. Hebius miyajimae wird als gefährdet (Vulnerable) eingestuft und als potentiell gefährdet (Near Threatened) gelten die beiden Arten Hebius ishigakiensis und Hebius taronensis.  Alle weiteren Arten mit ausreichender Datenlage gelten als stabil (Least Concern).

## Systematik
Die Gattung Hebius gehört zu den Wassernattern (Natricinae), einer Unterfamilie der Nattern (Colubridae).
Alle Arten der Gattung Hebius wurden zuvor in die Gattung Amphiesma eingeordnet, aber 2014 ordnete Guo et al. die meisten Arten aus Amphiesma in die Gattung Hebius um. Phylogenetisch untersucht wurden dabei jedoch nur 16 der Arten, 23 weitere wurden „nicht mit voller Gewissheit“ eingeordnet, sodass sich nach weiteren Untersuchungen zukünftig noch Änderungen ergeben könnten. Einige andere Arten wurden in die Gattung Herpetoreas einsortiert, sodass Amphiesma ein monotypisches Taxon wurde, das lediglich die Art Amphiesma stolatum enthält. Neu in die Gattung Hebius eingeordnet wurden inzwischen u. a. die Arten H. chapaensis und H. clerki sowie die neubeschriebenen Arten H. sangzhiensis, H. lacrima und H. yanbianensis.

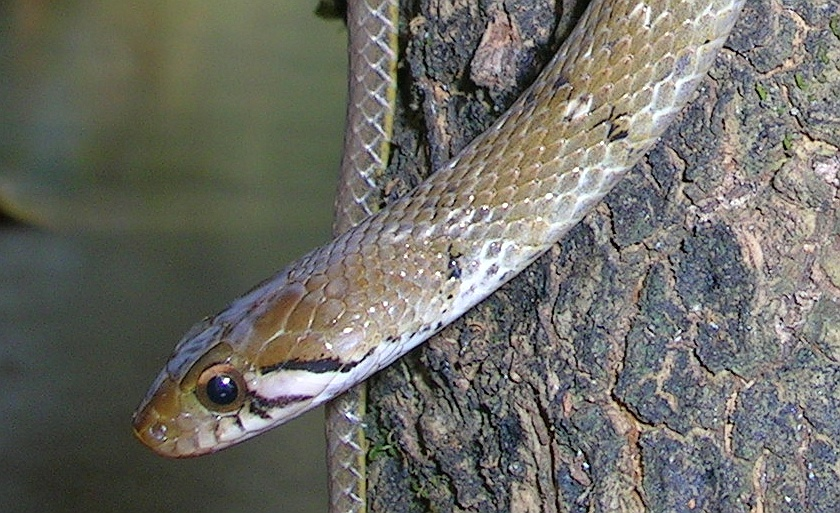
Hebius beddomei

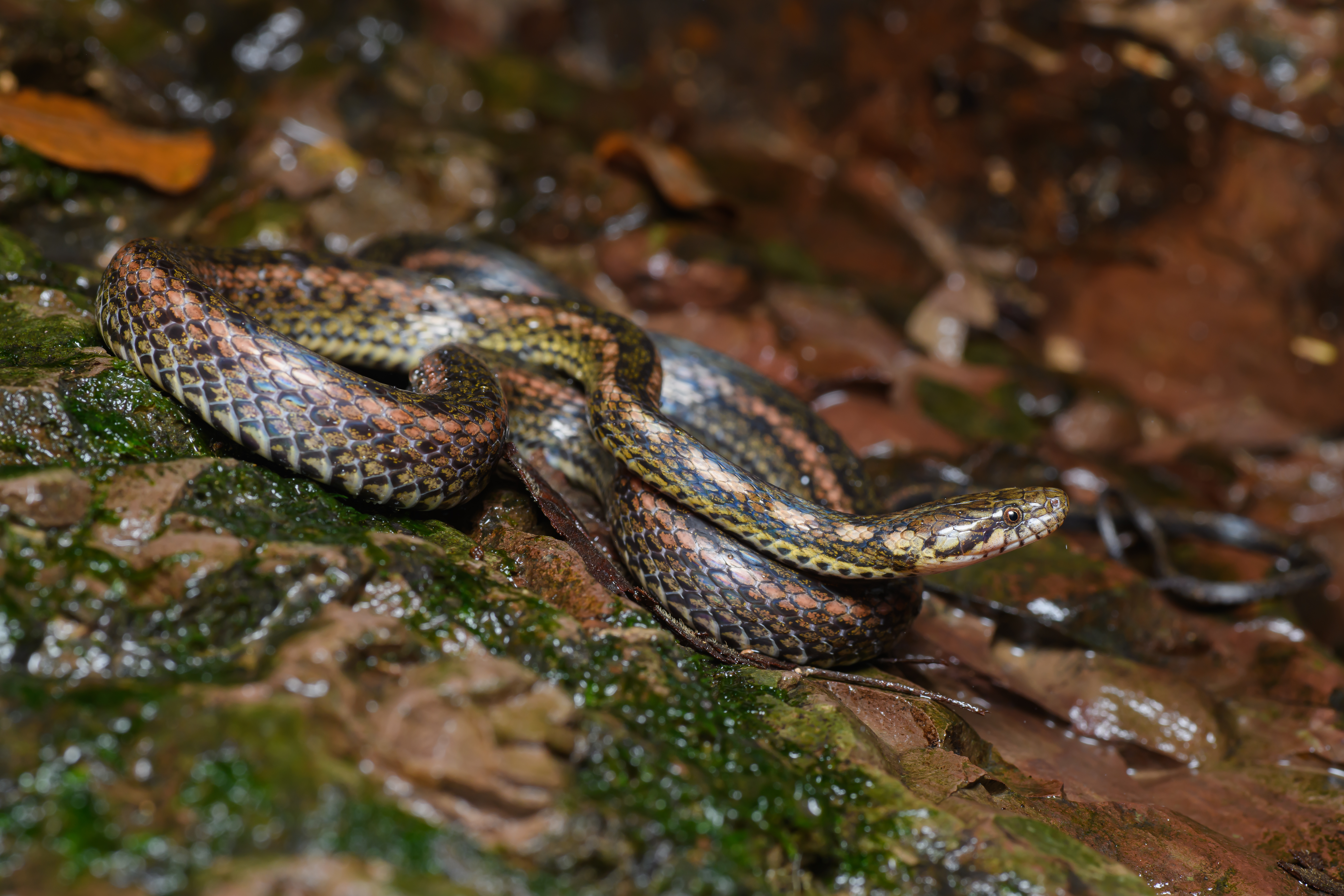
Hebius deschauenseei

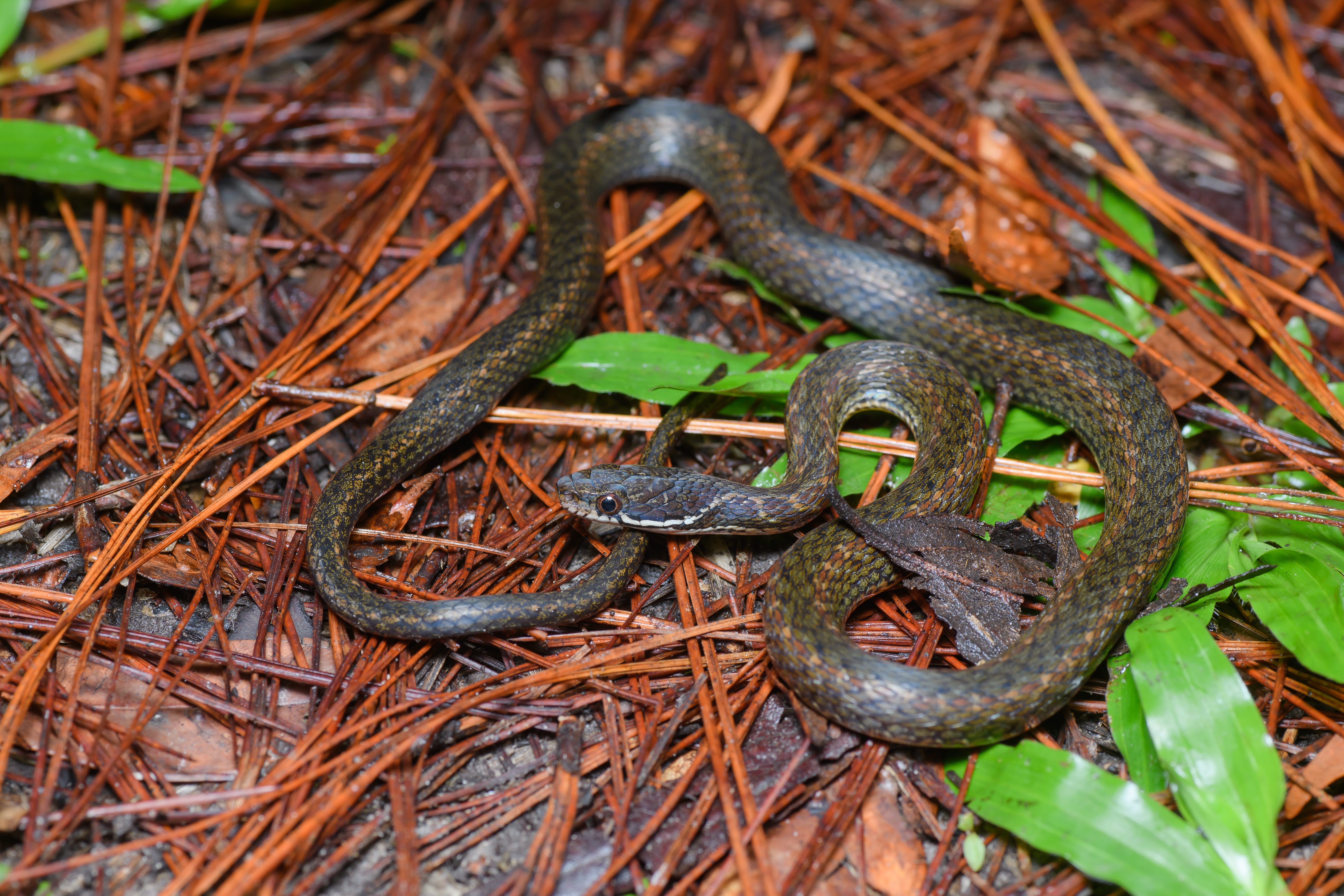
Hebius khasiense

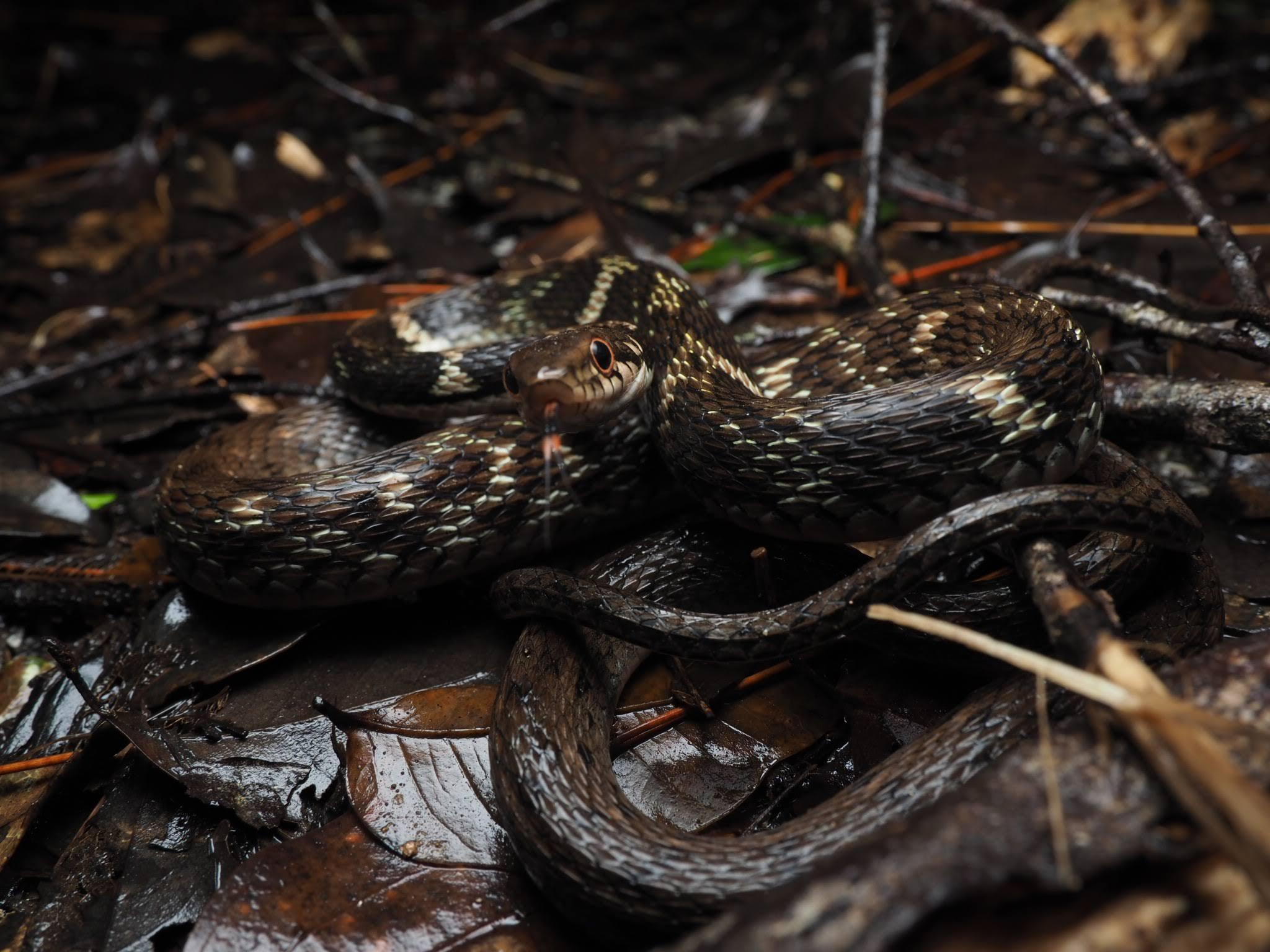
Hebius pryeri

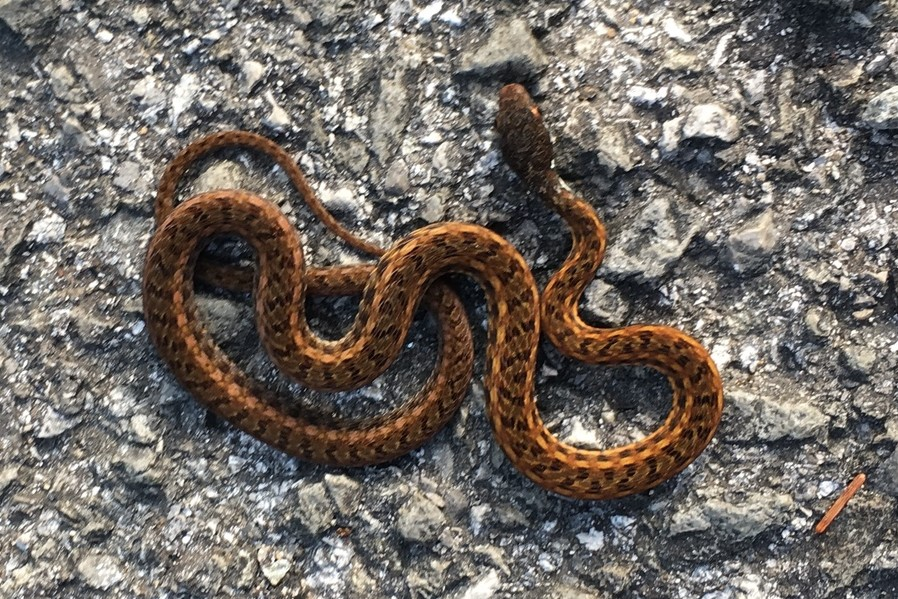
Hebius sarawacensis

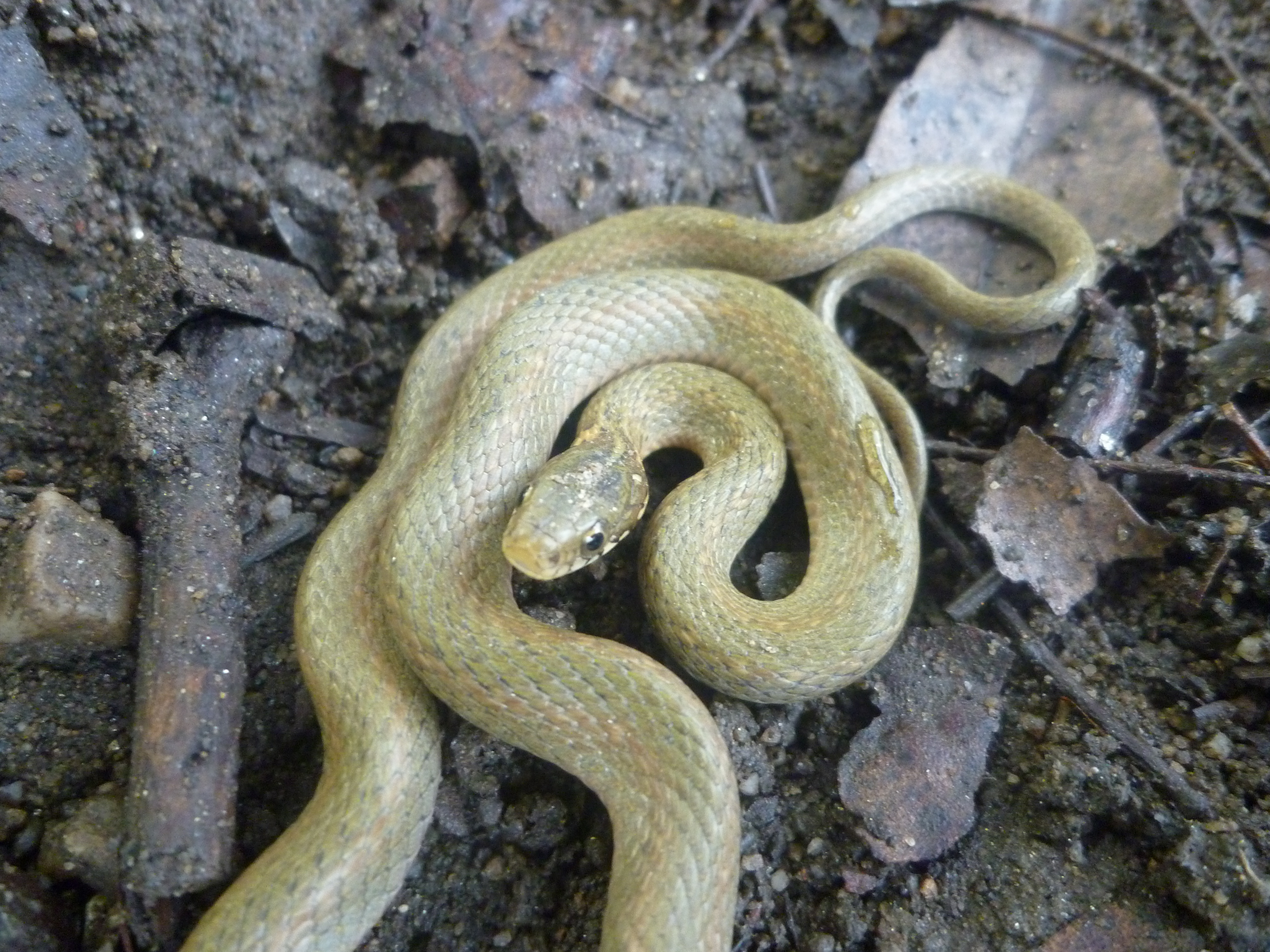
Hebius vibakari

Aktuell werden der Gattung 49 Arten zugeordnet (Stand April 2024):
- Hebius andreae (Ziegler & Le Khac Quyet, 2006)[A 1]
- Hebius annamensis (Bourret, 1934)
- Hebius arquus (David & Vogel, 2010)[A 1]
- Hebius atemporalis (Bourret, 1934)[A 2]
- Hebius bitaeniatus (Wall, 1925)[A 2]
- Hebius boulengeri (Gressitt, 1937)[A 2]
- Hebius celebicus (Peters & Doria, 1878)[A 1]
- Hebius chapaensis (Bourret, 1934)
- Hebius clerki (Wall, 1925)
- Hebius concelarus (Malnate, 1963)[A 1]
- Hebius craspedogaster (Boulenger, 1899)[A 2]
- Hebius deschauenseei (Taylor, 1934)[A 2]
- Hebius flavifrons (Boulenger, 1887)[A 1]
- Hebius frenatus (Dunn, 1923)[A 1]
- Hebius groundwateri (Smith, 1922)[A 1]
- Hebius igneus David, Vogel, Nguyen, Orlov, Pauwels, Teynié & Ziegler, 2021
- Hebius inas (Laidlaw, 1901)[A 1]
- Hebius ishigakiensis (Malnate & Munsterman, 1960)[A 1]
- Hebius jingdongensis Ma, Shi, Ayi & Jiang, 2023
- Hebius johannis (Boulenger, 1908)[A 2]
- Hebius kerinciensis (David & Das, 2003)[A 1]
- Hebius khasiensis (Boulenger, 1890)[A 2]
- Hebius lacrima Purkayastha & David, 2019
- Hebius leucomystax (David, Bain, Quang Truong, Orlov, Vogel, Ngoc Thanh & Ziegler, 2007)[A 1]
- Hebius maximus (Malnate, 1962)
- Hebius metusia (Inger, Zhao, Shaffer & Wu, 1990)[A 2]
- Hebius miyajimae (Maki, 1931)[A 1]
- Hebius modestus (Günther, 1875)[A 2]
- Hebius nigriventer (Wall, 1925)
- Hebius octolineatus (Boulenger, 1904)[A 2]
- Hebius optatus (Hu & Zhao, 1966)[A 2]
- Hebius parallelus (Boulenger, 1890)[A 2]
- Hebius petersii (Boulenger, 1893)[A 1]
- Hebius popei (Schmidt, 1925)[A 2]
- Hebius pryeri (Boulenger, 1887)[A 1]
- Hebius sanguineus (Smedley, 1932)[A 1]
- Hebius sangzhiensis Zhou, Qi, Lu, Lyu & Li, 2019
- Hebius sarasinorum (Boulenger, 1896)[A 1]
- Hebius sarawacensis (Günther, 1872)[A 1]
- Hebius sauteri (Boulenger, 1909)[A 2]
- Hebius septemlineatus (Schmidt, 1925)
- Hebius taronensis (Smith, 1940)
- Hebius terrakarenorum Hauser, Smits & David, 2022
- Hebius venningi (Wall, 1910)[A 2]
- Hebius vibakari (Boie, 1826)[A 2]
- Hebius viperinus (Schenkel, 1901)[A 1]
- Hebius weixiensis Hou, Yuan, Wei, Zhao, Liu, Wu, Shen, Chen, Guo & Che, 2021
- Hebius yanbianensis Liu, Zhong, Wang, Liu & Guo, 2018
- Hebius youjiangensis Yang, Xu, Wu, Gong, Huang & Huang, 2023